# Атинское (Белопольский район)
Атинское (укр. Атинське) — село,
Рыжевский сельский совет,
Белопольский район,
Сумская область,
Украина.
Код КОАТУУ — 5920687402. Население по переписи 2001 года составляет 149 человек.

## Географическое положение
Село Атинское находится на расстоянии в 1,5 км от правого берега реки Вир.
Село состоит из 2-х частей, разнесённых на расстояние до 1 км.
На расстоянии до 1,5 км расположены сёла Рыжевка, Голышевское и Стукаловка.
К селу примыкает небольшой лесной массив.
Рядом проходит автомобильная дорога Т-1918.
В 2-х км проходит граница с Россией.

## Экономика
- Атинский психоневрологический дом-интернат.
- Молочно-товарная ферма.